# Ализан Яхова
Ализан Нихат Яхова е български политик и икономист от ДПС. Народен представител от Движението за права и свободи в XLVII, XLVIII и XLIX народно събрание.

## Биография
Ализан Яхова е родена на 11 юни 1973 г. в град Русе, Народна република България. Завършва специалност „Финанси“ в Стопанската академия „Д. А. Ценов“, Свищов.
Заемала е длъжността директор на Областна дирекция на Държавен фонд „Земеделие“ в гр. Русе, от ноември 2002 до април 2005 г. е главен икономист на Фонда, а от 2005 г. до настоящия момент[ неясно? ] е заместник изпълнителен директор, с ресор „Държавни помощи“. През 2009 г. за няколко месеца е изпълнителен директор на фонд „Земеделие“.